# Heiner Wemhöner

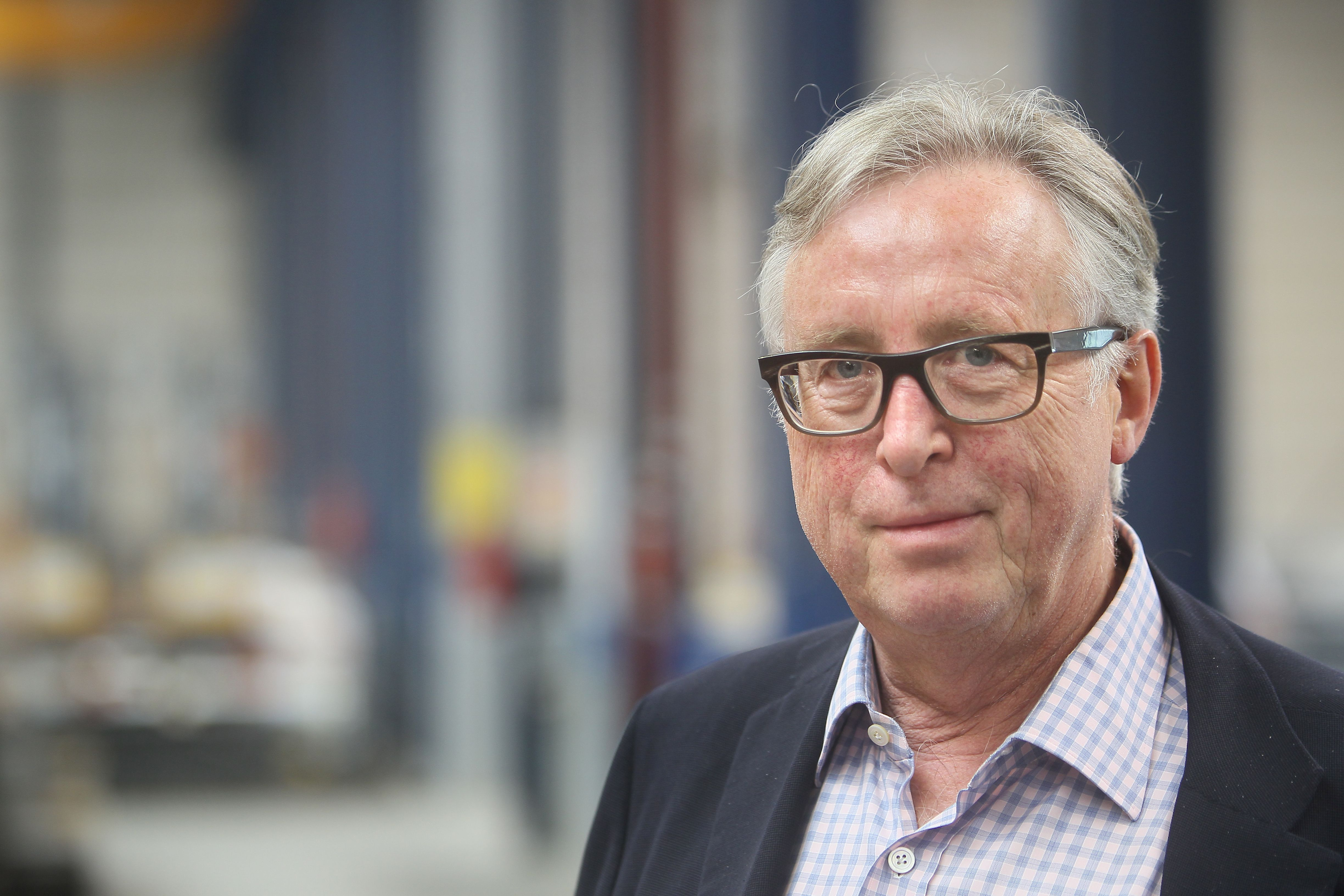
Heiner Wemhöner (2014)

Heiner Wemhöner (* 13. August 1950 in Herford) ist ein deutscher Unternehmer und Kunstsammler. Seit 1979 baute Heiner Wemhöner kontinuierlich die Firma Wemhöner Surface Technologies zum Weltmarktführer im Maschinen- und Anlagenbau zur Veredelung von Holzwerkstoffen aus. Das in der 3. Generation geführte Familienunternehmen begeht 2025 sein 100-jähriges Jubiläum. Neben seiner unternehmerischen Tätigkeit tritt Heiner Wemhöner als Sammler und Förderer von Kunst und Kultur in Erscheinung. Die Sammlung Wemhöner umfasst rund 1700 Werke zeitgenössischer Kunst.

## Leben
Heiner (Rufname für Heinrich) Wemhöner ist eng verbunden mit der Stadt Herford, die Geburts- und Wohnort, Sitz des Familienunternehmens und Schwerpunkt des Engagements der „Stiftung Wemhöner“ ist.
Nach Abitur, Wehrdienst und Wirtschaftsstudium mit Abschluss Diplom-Ökonom trat er 1979 in die Heinrich Wemhöner Maschinenfabrik (heute Wemhöner Surface Technologies) ein und wurde 1987 Geschäftsführender Gesellschafter.
Heiner Wemhöner ist verheiratet und hat drei Kinder.

## Unternehmen
Die Wemhöner Surface Technologies ist ein in dritter Generation inhabergeführter Maschinen- und Anlagenbauer mit Spezialisierung auf die Bearbeitung von Holzoberflächen und Holzwerkstoffen. Gegründet wurde das Unternehmen 1925 von Heinrich Wemhöner. Durch die aufblühende Möbelindustrie im ostwestfälischen Raum entwickelte sich aus dem Handwerksbetrieb schnell ein Zulieferer für Spezialmaschinen und Anlagen. Neben dem Stammsitz in Herford gründete Wemhöner 2005 eine weitere Firma Wemhoener (Changzhou) Machinery Manufacturing Co., Ltd. in der chinesischen Millionenstadt Changzhou. Im Mai 2024 wurde ein zweiter Standort in Changzhou in der Provinz Jiangsu eingeweiht. Auf ihren Spezialgebieten gilt Wemhöner Surface Technologies als Weltmarkt- und Technologieführerin.

## Stiftung
Die Wemhöner Stiftung wurde im Jahr 2000 aus Anlass des 75-jährigen Firmenbestehens gegründet. Die Wemhöner Surface Technologies ist alleinige Stifterin und Heiner Wemhöner Vorsitzender des Kuratoriums. Die Stiftung förderte zunächst Wissenschaft und Forschung, insbesondere die Aus- und Weiterbildung des Ingenieurnachwuchses. Die Stiftungsziele wurden in Zusammenarbeit mit dem Marta Herford hin zur Förderung von Kunst und Kultur weiterentwickelt. Seit 2014 wird in zweijährigem Rhythmus der mit 25.000 Euro dotierte „Marta-Preis der Wemhöner Stiftung“ für zeitgenössische Kunst ausgelobt. Das Preisgeld fließt in die Produktion eines neuen Kunstwerks, das in die Sammlung des Marta Herford übergeht. Die Auszeichnung erfolgt im Rahmen einer Einzelausstellung, zu der ein Ausstellungskatalog erscheint.

## Kunstsammlung
Die „Sammlung Wemhöner“ ist eine Privatsammlung internationaler zeitgenössischer Kunst und umfasst gegenwärtig rund 1700 Werke. Während zunächst der Fokus vorrangig auf Malerei, Skulptur und Fotografie lag, öffnete sich das Interesse des Sammlers zunehmend auch der Film- und Videokunst. Einen wichtigen Schwerpunkt innerhalb der Sammlung nimmt seit Mitte der 2000er Jahre die chinesische Gegenwartskunst ein.
Unter dem Titel „Einblicke in die Sammlung Wemhöner“ wurden vom 23. März bis zum 18. Mai 2014 in den Berliner Osramhöfen, den ehemaligen Galerieräumen von Max Hetzler, erstmals ausgewählte Werke öffentlich gezeigt. Seitdem folgten weitere bedeutende Präsentationen, darunter die Deutschlandpremiere von Yang Fudongs 5-Kanal-Installation „New Women“ (2018), die Videoausstellung „Hypervisuality“ (2019) im Palazzo Dugnani in Mailand sowie „Focus China“ (2021) im Mönchehaus Museum in Goslar und „Isaac Julien: Playtime“ (2023) im Palais Populaire in Berlin. Im zukünftigen Ausstellungshaus der Sammlung Wemhöner, einem ehemaligen Ballhaus in Berlin, wurden während der derzeitigen Sanierungsphase die Ausstellungen Sehnsucht & Fall. Filme & Videos aus der Sammlung Wemhöner (2020) sowie Michael Müller – Schwierige Bilder (2021) präsentiert.
Die Sammlung Wemhöner ist nicht nur durch Ausstellungen präsent, sondern legt auch großen Wert darauf, die gesammelten Kunstwerke an Institutionen auszuleihen und durch Publikationen der Öffentlichkeit zugänglich zu machen. Zu den Künstlern zählen unter anderem Georg Baselitz, Tony Cragg und Secundino Hernández. Neben dem Schwerpunkt auf chinesischer Kunst und Videokunst etwa von Yue Minjun und Zhang Enli zeichnet sich die Sammlung durch bedeutende Werke von Künstlerinnen wie u. a. Alicja Kwade, Nevin Aladag, Jorinde Voigt, Bettina Pousttchi und Monica Bonvicini aus. Für die fachgerechte Magazinierung der umfangreichen Kunstsammlung entsteht derzeit ein Schaudepot in Herford, das ab Sommer 2025 für die Öffentlichkeit mit temporären Projekten zugänglich gemacht wird.
Seit 15 Jahren wird die Sammlung von Philipp Bollmann kuratiert, der die bisherigen Ausstellungen sowie die zahlreichen Publikationen zur Sammlung Wemhöner konzipiert und umgesetzt hat. Gemeinsam mit Heike Höcherl, seit 2024 im Team, wird die Vermittlung der Sammlung an die breite Öffentlichkeit kontinuierlich weiterentwickelt.

## Bauprojekt eines Kunst- und Kulturzentrums in Berlin
Nach langer Suche hat Heiner Wemhöner im Jahr 2018 ein historisches Gebäude in Berlin erworben. Das ehemalige Ballhaus in der Hasenheide 13 in Kreuzberg wird seither von David Chipperfield and Architects behutsam instand gesetzt. Im zukünftigen Ausstellungshaus wird nicht nur die Sammlung in Wechselpräsentationen vorgestellt, es werden neben temporären Ausstellungen zu relevanten Themen und künstlerischen Positionen auch Dialoge mit anderen Ausstellungshäusern sowie interdisziplinäre Veranstaltungen umgesetzt. Das ehemalige Ballhaus soll auf diese Weise zu einem lebendigen Kulturort werden, in dem ein interdisziplinärer Austausch, Partizipation und Begegnung ermöglicht werden.

## Auszeichnungen
Im Jahr 2022 verlieh Bundespräsident Frank-Walter Steinmeier Heiner Wemhöner das Bundesverdienstkreuz am Bande für seine Verdienste um Kunst, Kultur und Völkerverständigung. Im Oktober 2021 wurde Heiner Wemhöner, wie bereits sein Vater, zum Ehrenbürger der Stadt Herford ernannt. Als gebürtiger Herforder mit dortigem Wohnsitz sind er und seine Familie tief mit der Stadt verbunden. Heiner Wemhöner ist ebenfalls ein Ehrenbürger der chinesischen Stadt Changzhou und der Provinz Jiangsu.